# Franck Béria
Franck Béria (Argenteuil, 23 maggio 1983) è un dirigente sportivo ed ex calciatore francese, di ruolo difensore.

## Carriera

### Metz
Formatosi nel centro di Clairefontaine si trasferì nel 2001 al Metz. La sua prima stagione al Metz non è di quelle esaltanti complice la sua giovane età riesce a giocare soltanto 5 volte. Il suo esordio in Ligue 1 e con la maglia della sua nuova squadra arriva il 9 aprile 2002 in casa nella partita Metz-Sedan persa per 2-3. Nell'occasione Beria entra al minuto 37' e gioca il resto della partita. La sua prima partita da titolare la gioca il 6 marzo 2002 nella sconfitta interna contro il Lilla per 0-1.
La stagione seguente va ancora peggio perché gioca meno partite rispetto alla stagione, appena tre le presenze, nonostante la sua squadra sia retrocessa in Ligue 2. Le presenze arrivano nei match Clermont-Metz (2-1), Metz-Amiens (1-0) e Creteil-Metz (1-1).
Durante la stagione 2005/2006 riesce a trovare continuità e gioca 32 partite nella massima serie del campionato francese e nonostante le sue buone prestazioni non riesce ad evitare alla squadra la retrocessione in Ligue 2.

### Lilla
Alla fine della stagione 2006/2007 fu acquistato dal Lilla OSC, dove raggiunse il suo compagno a Metz Ludovic Obraniak. Nella stagione 2007/2008 gioca tutte le partite della stagione mettendo a segno anche un gol, il suo primo gol in una competizione ufficiale, nella partita in trasferta contro il Lens finita 2-1 per il Lilla in occasione della 19ª giornata. Chiude la stagione anche con un assist nella partita vinta per 3-2 contro il Tolosa.
Nella stagione 2009/2010 gioca la sua prima partita in una competizione europea in occasione della partita di qualificazione all'Europa League Sloboda Uzice-Lilla finita 0-2. In campionato segna la sua seconda rete con la maglia dei "mastini" in occasione della vittoria interna per 3-1 del 16 gennaio 2010 contro il PSG.
Nella stagione 2010/2011 vince il suo primo trofeo della sua carriera vincendo la Coupe de France il 14 maggio 2011 in finale contro il PSG per 1-0. Il 21 maggio 2011 vince il suo secondo trofeo vincendo la Ligue 1 sempre sul campo del PSG con una giornata d'anticipo nella partita pareggiata 2-2.
Il 14 settembre 2011 fa il suo esordio in Champions League nella gara del girone B Lilla-CSKA Mosca 2-2.
Nella seconda parte della stagione 2012/2013 diventa terzino destro titolare dopo la cessione di Mathieu Debuchy.
Durante la stagione 2013/2014 si riconferma terzino destro titolare della squadra nonostante il cambio del tecnico in panchina. Il 22 dicembre 2013 si procura il rigore del momentaneo 1-2, trasformato dal compagno Salomon Kalou, nella partita al Parc des Prince contro il PSG finita poi sul punteggio di 2-2. Sempre nella stessa partita si procura poi un infortunio alla spalla all'inizio del secondo tempo che lo terra lontano dal campo per circa 2 mesi. Torna a giocare dopo l'infortunio nella gara pareggiata in casa contro il Nantes. Il 27 aprile 2014 in occasione della partita vinta 2-1 in casa contro il Bordeaux raggiunge quota 200 presenze in Ligue 1 con la maglia del Lille.
Il 6 aprile 2017 nella gara vinta 1-0 in casa contro il Bastia raggiunge quota 300 presenze in Ligue 1; mentre qualche mese più tardi annuncia il ritiro dal calcio giocato.

## Statistiche

### Presenze e reti nei club
Statistiche aggiornate al 27 aprile 2015
| Stagione        | Squadra         | Campionato      | Campionato | Campionato | Coppe nazionali | Coppe nazionali | Coppe nazionali | Coppe continentali | Coppe continentali | Coppe continentali | Altre coppe | Altre coppe | Altre coppe | Totale | Totale |
| Stagione        | Squadra         | Comp            | Pres       | Reti       | Comp            | Pres            | Reti            | Comp               | Pres               | Reti               | Comp        | Pres        | Reti        | Pres   | Reti   |
| --------------- | --------------- | --------------- | ---------- | ---------- | --------------- | --------------- | --------------- | ------------------ | ------------------ | ------------------ | ----------- | ----------- | ----------- | ------ | ------ |
| 2001-2002       | Metz            | L1              | 5          | 0          | CF+CdL          | 0+0             | 0+0             | -                  | -                  | -                  | -           | -           | -           | 5      | 0      |
| 2002-2003       | Metz            | L2              | 3          | 0          | CF+CdL          | 0+0             | 0+0             | -                  | -                  | -                  | -           | -           | -           | 3      | 0      |
| 2003-2004       | Metz            | L1              | 11         | 0          | CF+CdL          | 0+0             | 0+0             | -                  | -                  | -                  | -           | -           | -           | 11     | 0      |
| 2004-2005       | Metz            | L1              | 7          | 0          | CF+CdL          | 0+0             | 0+0             | -                  | -                  | -                  | -           | -           | -           | 7      | 0      |
| 2005-2006       | Metz            | L1              | 32         | 0          | CF+CdL          | 0+0             | 0+0             | -                  | -                  | -                  | -           | -           | -           | 32     | 0      |
| 2006-2007       | Metz            | L2              | 34         | 0          | CF+CdL          | 0+0             | 0+0             | -                  | -                  | -                  | -           | -           | -           | 34     | 0      |
| Totale Metz     | Totale Metz     | Totale Metz     | 92         | 0          |                 | 0               | 0               |                    | 0                  | 0                  |             | 0           | 0           | 92     | 0      |
| 2007-2008       | Lilla           | L1              | 38         | 1          | CF+CdL          | 0+0             | 0+0             | -                  | -                  | -                  | -           | -           | -           | 38     | 1      |
| 2008-2009       | Lilla           | L1              | 23         | 0          | CF+CdL          | 2+1             | 0+0             | -                  | -                  | -                  | -           | -           | -           | 26     | 0      |
| 2009-2010       | Lilla           | L1              | 33         | 1          | CF+CdL          | 0+2             | 0+0             | UEL                | 13                 | 0                  | -           | -           | -           | 48     | 1      |
| 2010-2011       | Lilla           | L1              | 27         | 1          | CF+CdL          | 5+2             | 0+0             | UEL                | 7                  | 0                  | -           | -           | -           | 41     | 1      |
| 2011-2012       | Lilla           | L1              | 32         | 0          | CF+CdL          | 2+0             | 0+0             | UCL                | 6                  | 0                  | SF          | 1           | 0           | 41     | 0      |
| 2012-2013       | Lilla           | L1              | 25         | 0          | CF+CdL          | 2+3             | 0+0             | UCL                | 6                  | 0                  | -           | -           | -           | 36     | 0      |
| 2013-2014       | Lilla           | L1              | 26         | 0          | CF+CdL          | 1+0             | 0+0             | -                  | -                  | -                  | -           | -           | -           | 27     | 0      |
| 2014-2015       | Lilla           | L1              | 17         | 0          | CF+CdL          | 0+0             | 0+0             | UCL+UEL            | 4+4                | 0+0                | -           | -           | -           | 25     | 0      |
| 2015-2016       | Lilla           | L1              | 1          | 0          | CF+CdL          | 0+1             | 0+0             | -                  | -                  | -                  | -           | -           | -           | 2      | 0      |
| Totale Lilla    | Totale Lilla    | Totale Lilla    | 222        | 3          |                 | 21              | 0               |                    | 40                 | 0                  |             | 1           | 0           | 284    | 3      |
| Totale carriera | Totale carriera | Totale carriera | 314        | 3          |                 | 21              | 0               |                    | 40                 | 0                  |             | 1           | 0           | 376    | 3      |

## Palmarès
- Campionato francese: 1

Lilla: 2010-2011
- Coppa di Francia: 1

Lilla: 2010-2011